# George Kingsley Zipf
George Kingsley Zipf (Freeport (Illinois), 7 gennaio 1902 – Newton (Massachusetts), 25 settembre 1950) è stato un linguista statunitense.

## Biografia
Studiò per diverse lingue la frequenza con la quale compaiono le parole, proponendo nel 1949 in Human Behaviour and the Principle of Least-Effort una relazione oggi nota come legge di Zipf:
{\displaystyle n(p_{i})\sim 1/i^{a}}
dove {\displaystyle n(p_{i})} indica la frequenza con la quale compare la parola {\displaystyle p_{i}} e {\displaystyle i} indica il suo rango.
Zipf insegnò linguistica cinese all'Università Harvard, dove aveva anche conseguito laurea e dottorato. Diverse sue ricerche permettono di comprendere alcune proprietà di internet e di altre raccolte di dati.

## Opere
- Human Behaviour and the Principle of Least-Effort, 1949